# Flight Log: Arrival
Flight Log: Arrival – szósty minialbum południowokoreańskiej grupy Got7, wydany 13 marca 2017 roku przez JYP Entertainment i dystrybuowany przez KT Music. Płytę promował główny singel „Never Ever”. Sprzedał się w nakładzie 336 171 egzemplarzy w Korei Południowej (stan na marzec 2018).

## Lista utworów
| CD | CD                                         | CD                                                                                             | CD | CD                                        | CD      |
| Nr | Tytuł utworu                               | Tekst                                                                                          | Kompozycja | Aranżacja                                 | Długość |
| -- | ------------------------------------------ | ---------------------------------------------------------------------------------------------- | --- | ----------------------------------------- | ------- |
| 1. | „Never Ever”                               | J.Y. Park "The Asiansoul", earattack (HeavyMental), zomay (HeavyMental), Yoogeun (HeavyMental) | J.Y. Park "The Asiansoul", earattack (HeavyMental), 5$ (HeavyMental), zomay (HeavyMental), Yoogeun (HeavyMental) | earattack (HeavyMental), 5$ (HeavyMental) | 3:14    |
| 2. | „Shopping Mall”                            | earattack (HeavyMental), Defsoul (JB), Jackson Wang, BamBam, Mark                              | earattack (HeavyMental), 5$ (HeavyMental), Jackson Wang                                                          | earattack (HeavyMental), 5$ (HeavyMental) | 3:39    |
| 3. | „Paradise”                                 | Jinyoung, Distract, BamBam                                                                     | Jinyoung, Secret Weapon, Distract                                                                                | Secret Weapon                             | 3:31    |
| 4. | „Sign”                                     | Chloe, Noday, Ars (Youngjae)                                                                   | Noday, Chloe, Ars (Youngjae)                                                                                     | Noday, Chloe                              | 3:24    |
| 5. | „Go Higher”                                | earattack (HeavyMental), Defsoul (JB), Mark, BamBam, Jackson Wang                              | earattack (HeavyMental), Defsoul (JB), 5$ (HeavyMental)                                                          | earattack (HeavyMental), 5$ (HeavyMental) | 3:37    |
| 6. | „Q”                                        | Defsoul (JB), GDLO (MonoTree)                                                                  | Defsoul (JB), GDLO (MonoTree)                                                                                    | GDLO (MonoTree)                           | 3:20    |
| 7. | „Don't Care” (kor. 양심없이 Yangsim Eobsi) | Yugyeom                                                                                        | Yugyeom, mo'l | mo'l, heth                                | 2:51    |
| 8. | „OUT”                                      | Jackson Wang, BOYTOY, Wizil                                                                    | Jackson Wang, BOYTOY                                                                                             | BOYTOY                                    | 3:18    |

## Notowania
| Lista                              | Pozycja |
| ---------------------------------- | ------- |
| Gaon Weekly Album Chart            | 1       |
| Gaon Monthly Album Chart           | 1       |
| Gaon Yearly Album Chart            | 10      |
| Five Music (Tajwan)                | 1       |
| Oricon Weekly Album Chart          | 9       |
| Australian Albums (ARIA)           | 92      |
| Belgian Albums (Ultratop Flanders) | 182     |
| Heatseekers Albums (RMNZ)          | 8       |
| Heatseekers Albums (Billboard)     | 3       |
| World Albums (Billboard)           | 1       |